# Arthur de Cumont
Arthur Timothée Antoine Victor, vicomte de Cumont , né à Angers le 19 avril 1818 et mort à Saint-Georges-sur-Loire le 10 février 1902, est homme politique français. 

## Biographie
Il fut ministre de l'Instruction publique, des Cultes et des Beaux-Arts sous le  gouvernement Ernest Courtot de Cissey du 23 mai 1874 au 9 mars 1875.
- Député de Maine-et-Loire de 1871 à 1876.

## Sources
- « Arthur de Cumont », dans Adolphe Robert et Gaston Cougny, Dictionnaire des parlementaires français, Edgar Bourloton, 1889-1891 [détail de l’édition]